# Gmina Pruszcz
Die Gmina Pruszcz ist eine Stadt-und-Land-Gemeinde im Powiat Świecki der Woiwodschaft Kujawien-Pommern in Polen. Ihr Sitz ist die gleichnamige Stadt (deutsch Prust) mit etwa 2700 Einwohnern.

## Geographie

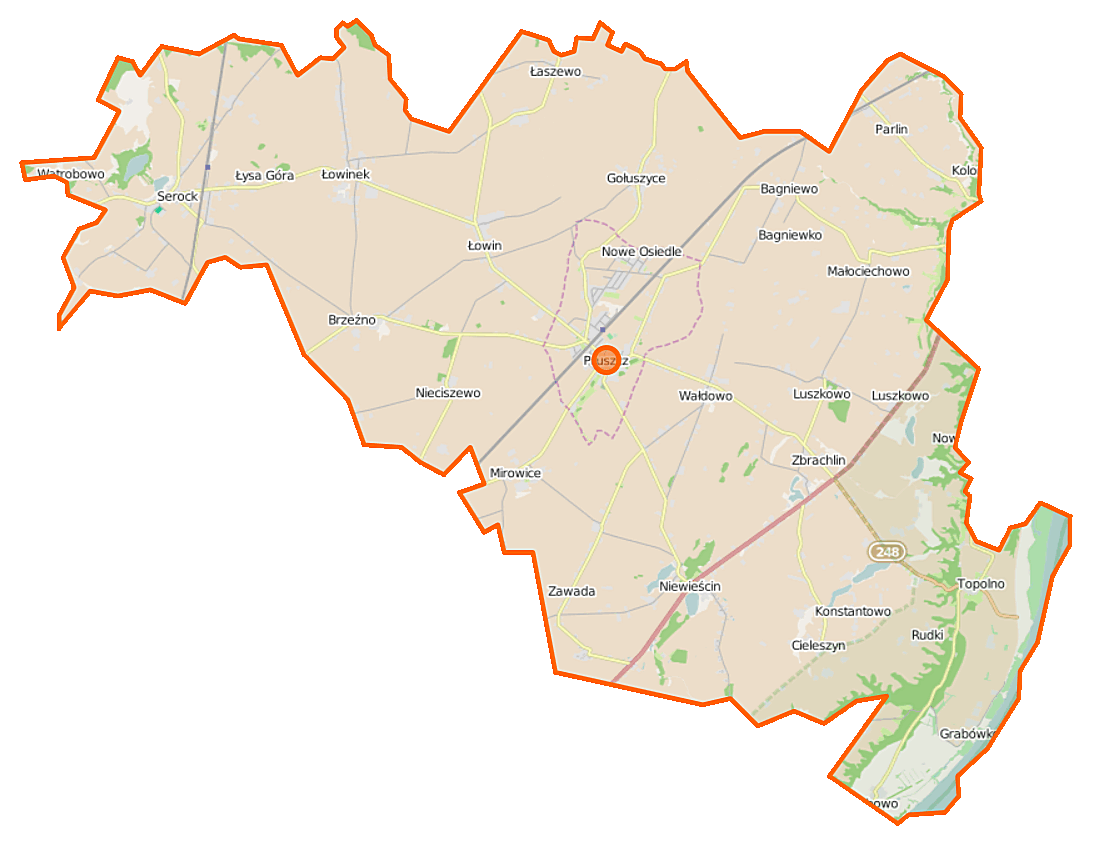
Karte der Landgemeinde

Die Gemeinde liegt etwa zwanzig Kilometer nordöstlich von Bydgoszcz (Bromberg). Die Kreisstadt Świecie (Schwetz) liegt zehn Kilometer nordöstlich. Nachbargemeinden sind Bukowiec, Świecie sowie Świekatowo im Norden, Dobrcz sowie Koronowo im Süden und Chełmno sowie Unisław im Osten.
Die Landschaft gehört zum Landschaftspark der unteren Weichsel (Nadwiślański Park Krajobrazowy) und zum historischen Kulmer Land. Die Weichsel bildet die Südostgrenze der Gemeinde.

## Geschichte
Die Landgemeinde wurde 1973 in ihrem Zuschnitt aus verschiedenen Gromadas neu gebildet. Sie kam 1975 von der Woiwodschaft Bydgoszcz zur gleichnamigen Woiwodschaft kleinen Zuschnitts, der Powiat wurde aufgelöst. Zum 1. Januar 1999 kam die Gemeinde zur Woiwodschaft Kujawien-Pommern und wieder zum Powiat Świecki. Zum 1. Januar 2022 erhielt Pruszcz seine 1867 entzogenen Stadtrechte wieder, die Gemeinde wurde damit von einer Landgemeinde zu einer Stadt-und-Land-Gemeinde.
Die Region kam 1920 an die Zweite Polnische Republik. Von 1934 bis 1954 bestanden auf Gemeindegebiet die Gminas Pruszcz und Serock, die 1954 in Gromadas aufgelöst wurden.

## Gliederung
Zur Stadt-und-Land-Gemeinde (gmina miejsko-wiejska) Pruszcz gehören 20 Dörfer (deutsche Namen, amtlich bis 1920/1945) mit einem Schulzenamt (sołectwo):
- Bagniewko (Königsdank)
- Brzeźno (Briesen)
- Cieleszyn (Friedrichsdank)
- Gołuszyce (Golluschütz)
- Grabówko (Grabowko)
- Luszkówko (Luschkowko, 1908–1945 Luschkau)
- Łaszewo (Laschewo)
- Łowin (Lowin)
- Łowinek (Lowinneck)
- Małociechowo (Maleczechowo, 1902–1945 Maleschechowo)
- Mirowice (Friedingen)
- Niewieścin (Rasmushausen)
- Parlin (Parlin)
- Pruszcz (Prust)
- Rudki (Rudtken)
- Serock (Schirotzken)
- Topolno (Topolno)
- Wałdowo (Waldau)
- Zawada (Hasenau)
- Zbrachlin (Brachlin)

Weitere Ortschaften der Gemeinde sind Bagniewo (Bagniewo), Grabowo (Grabowo), Konstantowo (Konstantia), Luszkowo (Gut Luschkowo), Nieciszewo und Trępel (Trempel).

## Verkehr
Die Bahnhöfe Pruszcz Pomorski und Parlin liegen an der Bydgoszcz–Tczew. Der Bahnhof Serock liegt an der Bydgoszcz–Wierzchucin.

## Persönlichkeiten
- Georg Einbeck (* 1871 in Golluschütz; † 1951 in Luzern), deutscher Kaufmann, Maler und Fotograf